# استظهار
في الحوسبة، الاستظهار (بالإنجليزية: memoization)‏ هي تقنية تحسين تستخدم في المقام الأول لتسريع برامج الحاسوب عن طريق تخزين نتائج استدعاءات الدوال باهظة الثمن وإرجاع النتيجة المخزنة مؤقتًا عند حدوث نفس المدخلات مرة أخرى. تم استخدام استظهار أيضًا في سياقات أخرى (ولأغراض أخرى غير مكاسب السرعة)، مثل تحليل النسب العودية المتبادل البسيط. على الرغم من ارتباطه بالتخزين المؤقت، يشير الاستظهارإلى حالة معينة من هذا التحسين، ويميزه عن أشكال التخزين المؤقت مثل التخزين الانتقالي أو استبدال الصفحة.